# Easton (Waszyngton)
Easton – jednostka osadnicza w Stanach Zjednoczonych, w stanie Waszyngton, w hrabstwie Kittitas.